# August Adolf Popelka
August Adolf Popelka (ur. 23 maja 1887 w Brnie, zm. 15 sierpnia 1951) – czeski prawnik i urzędnik, szef Kancelarii Prezydenta Emila Háchy w latach 1941–1945.

## Życiorys
Jego ojcem był znany prawnik i minister sprawiedliwości w latach 1920–1921, Augustin Popelka, a matką aktorka teatralna Ludovika Popelková. Od 1919 roku pracował w Kancelarii Prezydenta Republiki, a po dymisji Jiříego Havelki w kwietniu 1941 roku został jej szefem. 5 maja 1945 roku został internowany przez Niemców, zwolniony cztery dni później. Po wojnie został skazany na 5 lat więzienia.
Został odznaczony Tarczą Honorową Protektoratu Czech i Moraw z Orłem Świętego Wacława.